# Kommissar für Unternehmen und Industrie
Der Kommissar für Unternehmen und Industrie ist ein Mitglied der Europäischen Kommission. Das Industrieressort existiert seit Amtsantritt der Kommission Rey 1967, wobei die genauen Zuständigkeiten sich teilweise veränderten. Seit der Kommission Prodi 1999 heißt es Unternehmen und Industrie.

## Bisherige Amtsinhaber
| Kommissar                | Amtszeit  | Staat       | nationale Partei | europäische Partei / politische Richtung | sonstige Zuständigkeiten                                                          |
| ------------------------ | --------- | ----------- | ---------------- | ---------------------------------------- | --------------------------------------------------------------------------------- |
| Stéphane Séjourné        | seit 2024 | Frankreich  | RE               | ALDE                                     | Binnenmarkt und KMU                                                               |
| Thierry Breton           | 2019–2024 | Frankreich  | parteilos        | parteilos                                | Verteidigung und Raumfahrt                                                        |
| Elżbieta Bieńkowska      | 2014–2019 | Polen       | PO               | EVP                                      | Binnenmarkt                                                                       |
| Ferdinando Nelli Feroci  | 2014      | Italien     | Unabhängig       | –                                        | –                                                                                 |
| Antonio Tajani           | 2010–2014 | Italien     | PdL              | EVP                                      | Vizepräsident                                                                     |
| Günter Verheugen         | 2004–2010 | Deutschland | SPD              | SPE                                      | Vizepräsident                                                                     |
| Olli Rehn                | 2004      | Finnland    | Keskusta         | ELDR                                     | Informationsgesellschaft                                                          |
| Erkki Liikanen           | 1999–2004 | Finnland    | SDP              | SPE                                      | Informationsgesellschaft                                                          |
| Martin Bangemann         | 1989–1999 | Deutschland | FDP              | ELDR                                     | Binnenmarkt (bis 1993), Informations- und Telekommunikationstechnologie (ab 1993) |
| Karl-Heinz Narjes        | 1985–1989 | Deutschland | CDU              | EVP                                      | Vizepräsident, Informationsgesellschaft, Wissenschaft und Forschung               |
| Etienne Davignon         | 1977–1985 | Belgien     | PSC              | EVP                                      | Binnenmarkt, Zollunion (bis 1981), Energie (ab 1981)                              |
| Altiero Spinelli         | 1970–1977 | Italien     | PCI nahestehend  | eurokommunistisch                        | Handel (bis 1973), Forschung (1973–74), Technologie (ab 1974)                     |
| Guido Colonna di Paliano | 1967–1970 | Italien     | DC nahestehend   | christdemokratisch                       |                                                                                   |